# Prawo dyplomatyczne
Prawo dyplomatyczne – dział prawa międzynarodowego regulujący stosunki dyplomatyczne między państwami, a więc stosunki utrzymywane poprzez stałe misje dyplomatyczne.
Prawo dyplomatyczne stanowi dział powszechnego prawa międzynarodowego, na który składa się ogół norm, w tym zwyczajowych, określających zasady reprezentacji państw w stosunkach międzynarodowych, status, organizację oraz sposoby działania organów państwowych powołanych do realizacji polityki zagranicznej państwa. Określa ono położenie prawne stałych misji dyplomatycznych i ich członków, misji specjalnych oraz przedstawicieli i delegacji państw w organizacjach międzynarodowych i na konferencjach międzynarodowych. Reguluje m.in. zakres ich funkcji oraz przywilejów i immunitetów, klasy i rangi szefów misji oraz zasady mianowania i odwoływania szefów i członków misji dyplomatycznej. Stwarza wreszcie podstawy prawne zapewniające normalne warunki konieczne do realizowania funkcji dyplomatycznych. 
Obecnie pojęcie czy też raczej system prawa dyplomatycznego obejmuje nie tylko normy prawnomiędzynarodowe, dotyczące statusu i funkcji stałych misji dyplomatycznych i ich personelu w stosunkach dwustronnych, lecz również misji specjalnych, przedstawicieli państw przy organizacjach międzynarodowych itd., a zatem w zasadzie wszystko to, co nazywamy urzędową (oficjalną) działalnością organów państwowych za granicą, reprezentujących w różnych dziedzinach państwo wysyłające.

## Źródła prawa dyplomatycznego
Podstawowym aktem prawa międzynarodowego regulującym tę dziedzinę prawa jest Konwencja wiedeńska o stosunkach dyplomatycznych z 1961 roku. Obejmuje ona kwestie ustanowienia stosunków dyplomatycznych, funkcje dyplomatyczne, rangi szefów misji dyplomatycznych, a także przywileje i immunitety dyplomatyczne. Poza Konwencją wiedeńską, która jest wielostronną umową międzynarodową, państwa niekiedy zawierają dwustronne konwencje dyplomatyczne, które rozwijają, uzupełniają lub modyfikują normy prawne zawarte w Konwencji wiedeńskiej z 1961 r. Mimo skodyfikowania prawa dyplomatycznego, wciąż spore znaczenie w tej dziedzinie ma zwyczaj międzynarodowy. 
Charakteru norm prawnie wiążących nie posiadają natomiast normy kurtuazji międzynarodowej, zwane też grzecznością międzynarodową lub obyczajem międzynarodowym, mimo że mają istotne znaczenie w dziedzinie stosunków dyplomatycznych.

## Ustanowienie stosunków dyplomatycznych
Każde państwo będąc podmiotem prawa międzynarodowego posiada tzw. prawo legacji (ius legationis), czyli możliwość uczestniczenia w stosunkach międzynarodowych poprzez wysyłanie własnych przedstawicieli dyplomatycznych do innych państw (prawo legacji czynnej) oraz przyjmowanie obcych dyplomatów na własnym terytorium (prawo legacji biernej). Tym niemniej nawiązanie stosunków dyplomatycznych wymaga obopólnej zgody zainteresowanych państw.
Gdy państwa nawiążą (ustanowią) stosunki dyplomatyczne, kolejnym etapem jest mianowanie szefa misji dyplomatycznej (z reguły w randze ambasadora). Prawo dyplomatyczne wymaga uzyskania uprzedniej zgody, tzw. agrément, na mianowanie określonej osoby szefem misji. Prośbę o udzielenie agrément kieruje się w drodze dyplomatycznej. Państwo zapytane może odmówić udzielenia zgody i nie ma obowiązku uzasadniania swej decyzji. Zaakceptowany kandydat, po mianowaniu na szefa misji zgodnie z procedurą własnego kraju, przybywa do kraju przyjmującego wyposażony w listy uwierzytelniające (w przypadku Chargé d’affaires będą to listy wprowadzające). Oficjalnym początkiem pełnienia jego funkcji jako szefa misji jest moment akredytacji, czyli złożenia swoich listów uwierzytelniających (wprowadzających).

## Funkcje misji dyplomatycznej
Zgodnie z Konwencją wiedeńską z 1961 roku do funkcji misji dyplomatycznych należy:
- reprezentowanie własnego państwa (państwa wysyłającego) w państwie przyjmującym,
- ochrona interesów swojego państwa oraz jego obywateli,
- prowadzenie rokowań z państwem przyjmującym,
- zapoznawanie się z warunkami panującymi w państwie przyjmującym i informowanie o tym własnego kraju (realizacja tej funkcji nie dopuszcza korzystania z metod niezgodnych z prawem, np. szpiegostwa),
- popieranie przyjaznych stosunków między oboma państwami.